# Anopheles peytoni
Anopheles peytoni är en tvåvingeart som beskrevs av Kulasekera, Harrison och Prashantha 1988. Anopheles peytoni ingår i släktet Anopheles och familjen stickmyggor.
Artens utbredningsområde är Sri Lanka. Inga underarter finns listade i Catalogue of Life.